# Alexander von Beaufort
Alexander von Beaufort (* 12. Dezember 1683 in Schloss Roucy in der Champagne; † 18. April 1743 in Minden) war ein preußischer Generalmajor, Chef des Infanterieregiments „von Beaufort“ und Erbherr von Diesdonk bei Geldern.

## Leben
Seine Eltern waren François de Beaufort (1661–1714) aus dem Adelsgeschlecht derer von Beaufort und Louise Marie Brazi (1662–1714). Sie gehörten zu den Franzosen, die im Jahr 1684 wegen ihres Glaubens nach Holland vertrieben wurden. Sein Vater ließ sich dort nieder und Alexander immatrikulierte sich an der Universität Halle.
Beaufort trat 1700 in das Bataillon „Varenne“ der Preußischen Armee ein und nahm 1702/13 am Feldzug gegen Frankreich teil. Während dieser Zeit war er von Mitte November 1708 bis Juli 1710 als Stabskapitän im Infanterieregiment „von Dönhoff“. Anschließend kam Beaufort als Kapitän und Kompaniechef in das Infanterieregiment „du Trossel“. Von 1713 bis zu dessen Tod war er Adjutant seines Regimentschefs General Trossel und übernahm dann wieder seine Kompanie. 1726 wurde er Oberstleutnant beim Garnisonsbataillon „Röseler“ und stieg im Januar 1731 zum Kommandeur dieses Bataillons auf.
Im Juni 1731 wurde er Chef des Garnisonsbataillons „von Raders“ in Lippstadt. Es bestand aus zwei Kompanien in Lippstadt, sowie je einer Kompanie in Emden und Münster. 1734 wurde er Oberst und 1736 Chef des neuerrichteten Infanterieregiments „von Beaufort“. Als König Friedrich Wilhelm I. 1736 nach Holland reiste, gehörte Beaufort zu seinen Begleitern.
Im März 1743 wurde er Generalmajor. Er starb kurz danach am 18. April 1743 in Minden.

## Familie
Beaufort war mit Martha Emilie Maillette du Buy (1698–1741) verheiratet, der Tochter von Armand Maillette du Buy und Elisabeth de Vigneulle. Der Grabstein des Ehepaares von Beaufort ist auf dem Kirchplatz der Evangelisch-reformierten Petrikirche Minden erhalten. Auf ihm ist zu lesen, dass Martha von Beaufort „im 17. Kindbette“ gestorben ist.
Das Paar hatte folgende Kinder:
- Ernst Alexander (1719–1758), Kriegsrat bei der Magdeburgischen Kammer
- Samuel Etienne Louis (1721–1777) ⚭ 1769 N.N. Pomian († 1777)
- Marianne Louise Dorothée (*/† 1722)
- Emilie Elisabeth (*/† 1723)
- Charlotte Fréderique (*/† 1724)
- Charles Henri Pierre Daniel (1725–1753)
- Friedrich Wilhelm (1727–1760), Leutnant im Infanterieregiment „von Salmuth“
- Marie Charlotte Louise (*/† 1728)
- Henriette Louise (*/† 1730)
- Fréderique Wilhelmine (*/† 1731)
- Simon Jean Emilius (1732–1753)
- Leopold Ferdinand (*/† 1733)
- Justine Fréderique (*/† 1734)
- François Charles (1736–1830) ⚭ Sophie Friederike Juliane von Kospoth (1738–1813), Tochter von Johann Karl Erdman von Kospoth, Herr von Schillbach
- Sophie Eleonore Sybille Fréderique (1737–1739)
- August Wilhelm (1739–1779)
- Philippina Johanna Wilhelmina (*/† 1741)